# Euderces hoegei
Euderces hoegei är en skalbaggsart som först beskrevs av Bates 1885.  Euderces hoegei ingår i släktet Euderces och familjen långhorningar. Inga underarter finns listade i Catalogue of Life.